# Asir-asir Asia
Asir-asir Asia is een bestuurslaag in het regentschap Aceh Tengah van de provincie Atjeh, Indonesië. Asir-asir Asia telt 859 inwoners (volkstelling 2010).